# Konzup
Konzup é uma empresa brasileira de tecnologia, fundada no Rio de Janeiro em 2021, especializada em soluções de big data e inteligência artificial para o setor de turismo. A empresa desenvolve plataformas que auxiliam empresas e órgãos públicos na análise de dados, no monitoramento de tendências e na criação de experiências personalizadas para turistas.

## História
A Konzup foi fundada por Tatiana Rihan, empresária do setor de tecnologia e turismo, que anteriormente fundou a travel tech Travel Join em 2017. A Travel Join foi acelerada internacionalmente pelos programas Start-Up Chile, SEED MG e Singapore Tourism Accelerator.

## Produtos e soluções
A empresa opera com duas plataformas principais:
- Konzup Rio: plataforma voltada ao mercado turístico da cidade do Rio de Janeiro, que utiliza inteligência artificial e análise de dados para oferecer insights em tempo real sobre tendências, interesses e comportamentos dos turistas. A ferramenta permite que empresas e gestores públicos desenvolvam roteiros personalizados, ações de marketing e estratégias comerciais baseadas em dados.[2][3]

- Konzup Hub: plataforma de inteligência comercial e automação de marketing para empresas do setor de turismo. Oferece funcionalidades de CRM, gestão de campanhas, monitoramento de tendências, análise de dados de redes sociais, sites de avaliação e mecanismos de busca, além de geração de relatórios sobre o comportamento de viajantes.

## Reconhecimento
A Konzup foi uma das startups selecionadas pelo programa Inovatur, uma iniciativa da Secretaria Municipal de Turismo do Rio de Janeiro em parceria com a Firjan IEL, voltada para a inovação no setor turístico da cidade. Durante o programa, a empresa recebeu apoio em mentorias, capacitação e desenvolvimento de negócios.